# Montigny-sur-Vesle
Montigny-sur-Vesle è un comune francese di 477 abitanti situato nel dipartimento della Marna nella regione del Grand Est.

## Società

### Evoluzione demografica
Abitanti censiti